# Gutul

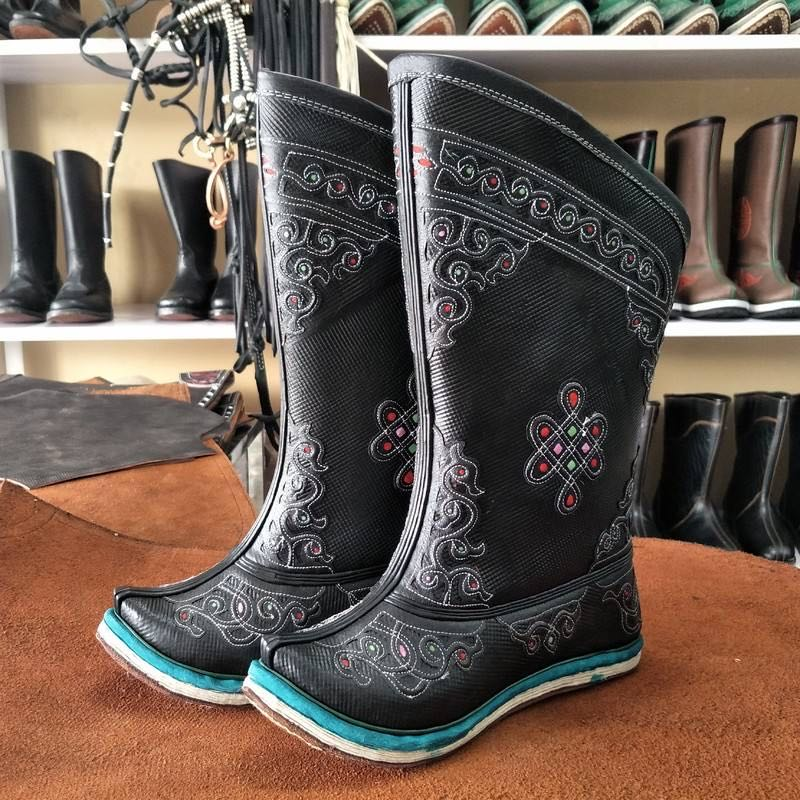
Gutul-Paar, 2020

Ein Gutul oder Gutal (Kyrillisch: Монгол гутал) ist ein traditioneller Lederstiefel aus der Mongolei.
Typisch für Gutuls sind die hochstehende Schuhspitze, Lederornamente und der vertikale Stiefelschaft, wobei jede mongolische Ethnie leicht veränderte Formen verwendet, so etwa die Burjaten oder die Oiraten.  Die Stiefel sind nicht ganz kniehoch und besitzen keine Absätze, sondern weiche Sohlen aus gestepptem Filz und Leder.

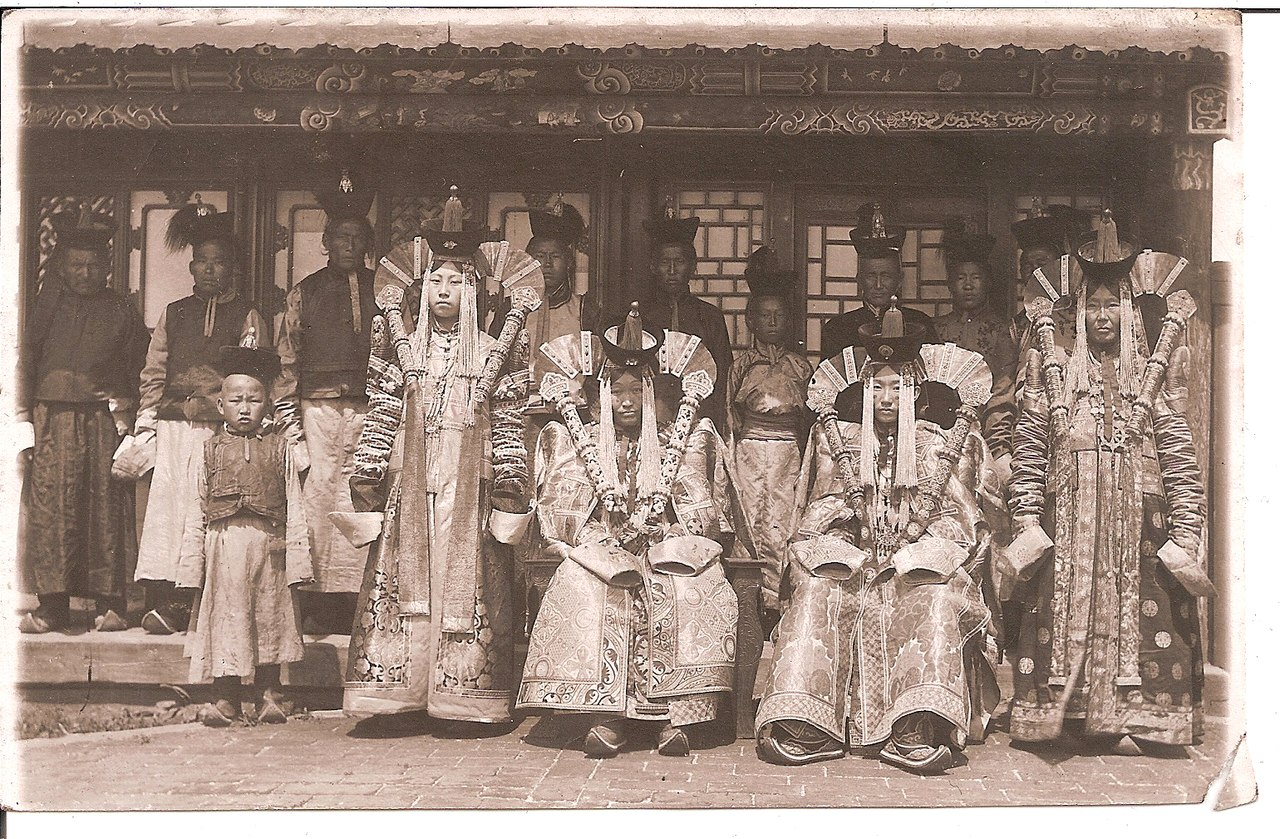
Gutuls als Teil der zeremoniellen Kleidung von Frauen am Hofe des Bogd Khan, etwa 1910er Jahre

Gutuls werden in Kombination mit Oimos getragen, lange Socken aus Wollfilz oder Baumwolle, deren obere Enden, die aus den Gutuls hervorschauen, mit Lederstreifen benäht und ebenfalls mit Ornamenten verziert sind. Hinzu kommt der Deel, der typische mongolische Mantel. Sie sind unter anderem als Reitstiefel oder beim mongolischen Ringen im Einsatz.
Gutuls mit hochstehender Spitze sind seit der Zeit der Hunnen belegt, ihre heutige Form erhielten sie zu Beginn der Qing-Dynastie im 17. und 18. Jahrhundert. Die Ornamente ließen auf den gesellschaftlichen Rang der sie tragenden Person schließen, wobei mehr Ornamente einen höheren Rang und Alter bedeuteten. Häufig findet sich ein Ulzii, das Symbol für ein langes Leben.